# Ге де Вернон, Симон Франсуа
Барон Симон Франсуа Ге де Вернон (фр. Simon François Gay de Vernon; 24 ноября 1760 — 1822) — французский бригадный генерал, педагог, профессор фортификации Политехнической школе в Париже (1798—1804).

## Биография
В 1780 г. окончил Королевскую инженерную школу в Мезьере.
В 1792—1793 г. служил во Французской революционной армии
генерал-адъютантом у генерала Адама Филиппа Кюстина в Рейнской армии.
После взятия Французской революционной армией Майнца, центра революционного движения Майнцской республики, вместе с полковником дю Клементом занимался подготовкой к обороне крепости Майнца (1793) от войск коалиции Пруссии, Австрии и других германских государств.
В сентябре 1793 года он был назначен начальником штаба Северной армии под командованием генерала Жана-Николя Ушара, вначале одержавшей победу над австрийцами близ Дюнкерка, но не воспользовавшейся успехом и потерпевшей в итоге поражение. 23 сентября 1793 г. Ушар вместе с Верноном были арестованы, доставлены в Революционный трибунал и 25 ноября приговорены к гильотине. Смертной казни Вернону удалось избежать, благодаря заступничеству коллег. Тогда же он был отправлен в отставку.
В 1798 году вновь призван на службу и был назначен профессором фортификации в Политехнической школе в Париже в чине инженера-полковника. С 1804 по 1812 год — завуч школы.

Обложка книги Ге де Вернона «Трактат военного искусства и фортификации: для использования студентами Политехнической школы и студентами военно-учебных заведений». 1805

В Политехнической школе читал курс лекций по теоретической фортификации, основанный на геометрическом подходе, с учетом военных вопросов. Его лекции были опубликованы в 1805 году, также в переводе на немецком и английском языках, и служили в качестве образцовой работы для военных школ до начала XIX века.
Участник Наполеоновских войн. В 1813 г. был взят в плен пруссаками, вернулся во Францию в 1814 г.
В 1814 году король Людовик XVIII присвоил ему звание лагерного маршала.

## Избранные труды

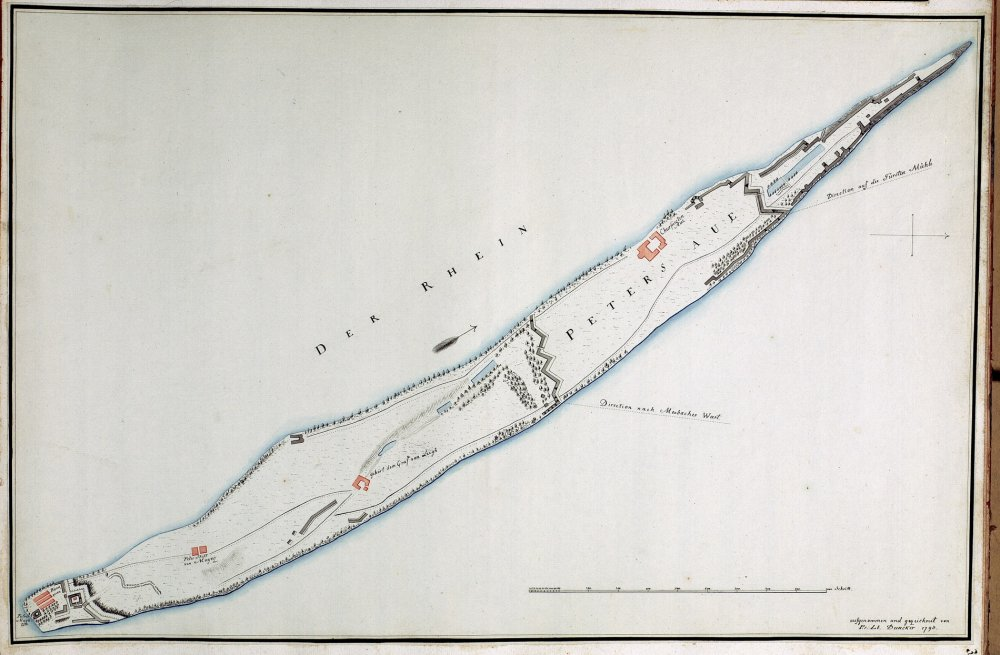
Схема оборонительных укреплений на острове св. Петра на Рейне в Майнц-Кастель, разработанная Ге де Верноном

- Traité élémentaire d’art militaire et de fortification : à l’usage des élèves de l'École polytechnique, et des élèves des écoles militaires " (1805, 2 vol. in-4°), libr. Allais, Paris